# Héritage (film, 2012)
Pour les articles homonymes, voir Héritage.
Pour plus de détails, voir Fiche technique et Distribution.
Héritage (Inheritance) est un film franco-israélo-turc réalisé par Hiam Abbass qui est sorti le 12 décembre 2012.

## Synopsis
Au début d'un conflit israélo-libanais non précisé, dans un village musulman de Galilée proche de la frontière avec le Liban, une famille arabe se retrouve autour du patriarche Abu Majd, veuf et cardiaque, à l’occasion du mariage de la petite-fille aînée. 
Peu avant le mariage, la plus jeune fille, Hajar va voir son père, qui vit avec la fille aînée Zeinab et son mari Khalil, pour lui parler de son amour pour Matthew, son ami anglais, professeur de dessin à l’université de Haïfa où elle étudie les beaux-arts. Abu Majd est vivement contrarié, d’autant que Hajar a un cousin épicier, Ali, qui souhaite l’épouser. La nouvelle ne va pas tarder à être connue de la famille.
Alors que des alertes aériennes sérieuses se produisent, Samira, la femme de Majd, le fils aîné, refuse de différer le mariage de leur fille aînée, Alya, disant que « la guerre ne nous a jamais empêchés de vivre. »
Encouragée par Matthew à aller à la grande fête organisée pour le mariage, Hajar se heurte au silence hostile de Samira et Majd et de son père. Seul son frère Marwan, médecin, parle avec elle. Alors que toute la famille finit de poser pour la photo de mariage, une explosion retentit et tous les invités s’enfuient. Le lendemain matin, Abu Majd est dans le coma ; il est hospitalisé et ses chances de survie sont faibles. Majd et Samira accusent Hajar d’en être responsable et personne ne la défend.
Dans cette situation d’attente, les tensions familiales explosent et les problèmes, secrets et mensonges de chacun se révèlent…
Abu Majd lui-même connaissait son état de santé, mais n’a pas voulu suivre son traitement.
Majd, le fils aîné, s’est lourdement endetté pour ouvrir dans le village un centre commercial, dont les travaux ont pris du retard, et n’a pas souhaité en parler à son père, le seul qui soit en mesure de l’aider financièrement, et qui l’apprend à la fête du mariage. Quand son père est dans le coma, il tâche d’obtenir procuration de ses frères et sœurs pour gérer la confortable fortune familiale. Le centre commercial est saccagé par un bombardement. Majd n’hésite pas à user de violence contre Hajar.
Sa femme Samira, sous des dehors modernes et élégants, est une femme dure, attachée aux apparences et aux traditions, aussi hostile aux désirs de liberté de sa belle-sœur Hajar qu’à ceux de sa fille cadette Lana.
Marwan, le fils médecin, est marié depuis sept ans avec une infirmière chrétienne, Salma. Ils n’ont pas d’enfants ce qui, pour les deux familles, est une punition divine de leur mariage interreligieux. Lors de la fête, Marwan apprend à la suite d'examens qu’il est stérile, mais la société est ainsi faite que c’est sur Salma que l’opprobre risque de rejaillir. Elle fait par la suite une crise nerveuse devant ses parents, puis à l'hôpital où elle et Marwan travaillent.
Ahmad, le fils avocat, a des ambitions politiques et veut se faire élire maire du village, avec l’aide d’hommes politiques juifs, ce qui le fait considérer comme un collaborateur des autorités israéliennes par une partie des familles du village. Ayant épousé sa femme Saada contraint et forcé après l’avoir mise enceinte, il la trompe avec la femme de son acolyte juif et la bat. Lors d’une de ses réunions électorales, un cousin de Saada, qu’il avait refusé de rencontrer, dévoile tous les secrets de la famille.
Zeinab, la fille aînée, s’est dévouée après la mort prématurée de leur mère pour élever ses frères et sœur. Son mari Khalil, chauffeur de taxi, a en fait toujours vécu aux crochets du patriarche.
Dans ce tourbillon, Hajar perd pied et son couple vacille. Elle est culpabilisée par sa famille qu’elle aime toujours malgré leur rejet. Après le retour à la maison de leur père, toujours dans le coma, c’est finalement Zeinab qui va l’inciter à vivre comme elle l’entend et à partir en Angleterre avec Matthew, dont le contrat à l'université se termine.

## Fiche technique
- Titre : Héritage
- Réalisation : Hiam Abbass
- Scénario : Ala Hlehel (scénario originel), Hiam Abbass, Nadine Naous et Ghazi Albuliwi (comme G. A. Wasi)
- Musique :
- Photographie : Antoine Héberlé
- Son : Asher Milo, Ulaş Ağce, Yaşar Özdemir
- 1er assistant réalisateur : Antoine Chevrollier
- Montage :
- Décors :
- Costumes :
- Attachée de presse : Viviana Andriani
- Pays d'origine :  France,  Israël,  Turquie
- Tournage :  Israël
  - Langue : hébreu, arabe, français, anglais
- Budget : n/a
- Producteurs : Baher Agbariya (producteur exécutif), Arik Bernstein, Nicolas Blanc, Ina Fichman, Yariv Mozer (producteurs), Faruk Özerten, Ender Sevim (coproducteurs)
- Sociétés de production : Agat Films & Cie, Alma Films (Israël), DEPOFilm (Turquie), Mozer Films (Israël)
- Sociétés de distribution : Diaphana Distribution
- Format : couleur — 35 mm — 2.35:1 (Scope) — son Dolby SRD
- Genre : drame
- Durée : 88 minutes
- Date de sortie :
  - France : 12 décembre 2012

## Distribution
- Makram Khoury : Abu Majd
- Hafsia Herzi : Hajar, la plus jeune fille, artiste et rebelle
- Ula Tabari : Zeinab, la fille aînée
- Yussuf Abu-Warda : Khalil, le mari de Zeinab
- Khalifa Natour : Majd, le fils aîné
- Hiam Abbass : Samira, la femme de Majd
- Lina Soualem : Alya, la fille aînée de Majd et Samira
- Mouna Soualem : Lana, la fille cadette de Majd et Samira
- Ali Suliman : Marwan, le fils médecin
- Clara Khoury : Salma, la femme de Marwan
- Ashraf Barhom : Ahmad, le fils avocat et politicien
- Ruba Blal : Saada, la femme d’Ahmad
- Tom Payne : Matthew, l’ami anglais de Hajar
- Ghazi Albuliwi : cousin Ali (comme G. A. Wasi)
- Bandar Albuliwi : le photographe du mariage
- Jamil Khoury : un avocat
- Tarik Kopty : un homme présent après l'incendie du centre commercial